# Mendeléyeva
Mendeléyeva (en ruso: вулка́н Менделе́ева; en japonés: 羅臼岳, Rausu-dake) es un estratovolcán situado en la parte sur de la isla Kunashir, en las islas Kuriles, Rusia.

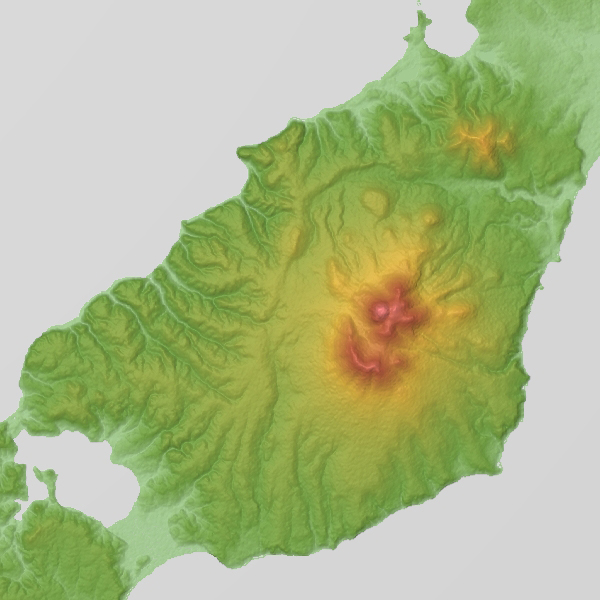
Mapa de relieve

El volcán, de carácter predominantemente andesítico-dacítico, está cortado por dos calderas anidadas, la mayor de 6-7 km de diámetro y la menor de 3-3,5 km. Un cono central que se formó en el interior de la caldera más joven fue atravesado al oeste por una gran avalancha de escombros hace unos 4.200 años. Un domo de lava que creció dentro de la escarpa de la avalancha forma el punto más alto del volcán, de 888 m. Se considera que otros domos de lava en la parte norte de la caldera más antigua representan la actividad de los flancos de la caldera más joven.
La única erupción histórica inequívoca fue una pequeña erupción freática en 1880. En los flancos oriental y septentrional del cono central se encuentran cuatro campos de solfatara. El campo geotérmico de Goriachy Pliazh se encuentra fuera de la caldera, a lo largo de la costa oriental.